# Hazel Dell North
Hazel Dell North és una concentració de població designada pel cens dels Estats Units a l'estat de Washington. Segons el cens del 2000 tenia 9.261 habitants.

## Demografia
Segons el cens del 2000, Hazel Dell North tenia 9.261 habitants, 3.535 habitatges, i 2.403 famílies. La densitat de població era de 1.339,2 habitants per km².
Dels 3.535 habitatges en un 34,9% hi vivien nens de menys de 18 anys, en un 51,7% hi vivien parelles casades, en un 11,9% dones solteres, i en un 32% no eren unitats familiars. En el 24,8% dels habitatges hi vivien persones soles el 8,1% de les quals corresponia a persones de 65 anys o més que vivien soles. El nombre mitjà de persones vivint en cada habitatge era de 2,62 i el nombre mitjà de persones que vivien en cada família era de 3,11.
Per edats la població es repartia de la següent manera: un 27,7% tenia menys de 18 anys, un 9,9% entre 18 i 24, un 30,5% entre 25 i 44, un 21,1% de 45 a 60 i un 10,7% 65 anys o més.
L'edat mediana era de 34 anys. Per cada 100 dones de 18 o més anys hi havia 95,4 homes.
La renda mediana per habitatge era de 43.063 $ i la renda mediana per família de 48.610 $. Els homes tenien una renda mediana de 40.087 $ mentre que les dones 29.968 $. La renda per capita de la població era de 19.518 $. Aproximadament l'11,8% de les famílies i el 14,5% de la població estaven per davall del llindar de pobresa.

## Poblacions més properes
El següent diagrama mostra les poblacions més properes.